# Ernst von Mansfeld
Ernst von Mansfeld, właśc. Piotr Ernest II von Mansfeld-Friedeburg (ok. 1580 – 29 listopada 1626 w Rakovicy) – niemiecki dowódca wojskowy w okresie wojny trzydziestoletniej po stronie protestanckiej.

## Rodzina
Ernst von Mansfeld był nieślubnym synem Petera Ernesta von Mansfelda (1517-1604) (feldmarszałka, hiszpańskiego namiestnika Niderlandów, księcia Rzeszy z bardzo starego rodu hrabiów Mansfeld) oraz Anny von Benzerath.

## Początki kariery
Doświadczenie wojskowe zdobywał podczas walk na Węgrzech, gdzie jego przybrany brat Karol był uznanym wojskowym wysokiej rangi w służbie Świętego Cesarstwa Rzymskiego. Następnie służył pod |arcyksięciem Leopoldem do chwili, gdy brak uznania ze strony księcia (rzeczywisty lub urojony przez Mansfelda) pchnął go na stronę wrogów domu habsburskiego. Mimo że był katolikiem, Mansfeld wstąpił podczas wojny trzydziestoletniej na służbę do książąt protestanckich. Był jednym z wybitniejszych dowódców pierwszego okresu wojny.

## Wojna czesko-palatynacka (1618–1623)
W roku 1618 Mansfeld został wysłany przez księcia Karola Emanuela, księcia Savoy na czele 2000 ludzi na pomoc zbuntowanym Czechom. Mansfeld zajął Pilzno, lecz latem 1619 roku został pobity pod Záblatí. Po tej porażce zaoferował swą służbę Ferdynandowi II i biernie przyglądał się ucieczce Fryderyka V, "zimowego króla" z Pragi. Mimo to, gdy Fryderyk wyznaczył go na dowódcę armii w Czechach, przyjął to stanowisko i w roku 1621 skutecznie opierał się wysiłkom Tillyego, które miały na celu wyprzeć go stamtąd.
Po dyslokacji swych sił z Palatynatu Górnego do Palatynatu Reńskiego oswobodził Frankenthal (Pfalz) i zajął Hanau. Następnie przyłączył się do swojego pana, elektora Fryderyka i 25 kwietnia 1622 roku pobił feldmarszałka Tillyego pod Wiesloch i złupił Alzację i Hesję. Nie ograniczał się jedynie do łupienia terytorium przeciwnika – jego wojska dopuszczały się gwałtów również na terenach, których miały bronić. Z tego też względu Fryderyk V musiał zrezygnować z usług Mansfelda i jego wojsk.

## Kampanie duńsko-saksońskie (1623-1629)
W lipcu 1622 Mansfeld, podobnie jak wcześniej ojciec i brat Karol, otrzymał tytuł książęcy (Prince et Comte de Mansfelt). Niedługo przyłączył się do Chrystiana Brunszwickiego i pomaszerował za nim do Lotaryngii pustosząc ją po drodze. W sierpniu 1622 roku pobił Hiszpanów pod Fleurus. Po pobiciu Chrystiana w bitwie pod Stadtlohn 6 sierpnia 1623 r. wstąpił na służbę do Zjednoczonych Prowincji. Wkraczając do dolnej Saksonii, zajmował jej twierdze jedna po drugiej, nakładając ciężary na ludność cywilną.
Około roku 1624 Mansfeld trzykrotnie był w Londynie, gdzie witano go jak bohatera, wiadomo też o co najmniej jednej jego wizycie w Paryżu. Jakub I Stuart, król Anglii i Szkocji, dokładał wszelkich starań, by zaopatrzyć go w ludzi i pieniądze, które pozwoliłyby odzyskać Palatynat dla protestantów, lecz dopiero w styczniu 1625 roku armia „najemnych zbirów” wraz ze swym dowódcą opuściła Dover i pożeglowała do Holandii. Wojna trzydziestoletnia wkraczała właśnie w swą drugą fazę za sprawą Chrystiana IV i Mansfeld wkroczył na tereny Niemiec, by wziąć w niej udział. Pobity 25 kwietnia 1626 roku przez Wallensteina pod Dessau zebrał szybko następną armię, by zaatakować na jej czele dziedziczne ziemie Habsburgów w Austrii, musiał jednak uchodzić przed naciskającym go Wallensteinem. Przedostał się na Węgry w nadziei na połączenie swych sił z Gaborem Bethlenem, ten jednak postanowił już zawrzeć osobny pokój z Cesarstwem.

## Śmierć
W tej sytuacji Mansfeld zmuszony był rozpuścić swe wojska, a sam zamierzał udać się do Wenecji. W wiosce Rakovica, położonej w górach nad Sarajewem (wtedy w weneckiej Dalmacji) dostał krwotoku na tle gruźlicy. Zdążył podyktować testament i w nocy 29/30 listopada zmarł. Pochowany został na wysepce niedaleko Splitu. Krążące potem różne pogłoski o jego śmierci nie znajdują uzasadnienia. Jedną z nich jest mitologizacja postaci: otrucie przez Turków, przyjęcie śmierci w pełnym rynsztunku (w rzeczywistości nie miał siły, by podpisać testament), druga o zgonie z powodu marskości wątroby (choć Mansfeld był znany z umiarkowanego stylu życia i raczej stronił od alkoholu).

## Znaczenie
Ernest von Mansfeld był twórczym następcą średniowiecznych kondotierów, przedsiębiorcą wojennym (niem. Kriegsunternehmer), organizującym kampanie korzystając z zasobów ludzkich (był najemnikiem i wodzem najemników), środków finansowych na uzbrojenie i umundurowanie (pozyskanych od wynajmujących go władców), natomiast aprowizacji i wynagrodzenia często w drodze grabieży, nakładanych przez siebie kontrybucji i pozyskiwania łupów wojennych. Mansfeld nad cele zleceniodawcy stawiał własne cele – częstokroć przerywał prowadzone przez siebie kampanie i rezygnował z ich celu militarnego, jeżeli akurat ktoś inny był gotów zaoferować wyższe ceny za jego usługi. Korzystał w ten sposób ze słabości feudalnego władcy i jego państwa, nie mogącemu zebrać środków wystarczających na wojnę i wyszkolić żołnierzy. W pierwszych latach wojny trzydziestoletniej, krótko przed Wallensteinem, był wybitnym przywódcą najemników.

## Literatura
- Fritz Redlich, The German Military Enterpriser and His Work Force; a study in European economic and social history; 2 tomy, zeszyty 47/48), Wiesbaden 1964/65.
- Ernst Fischer, Des Mansfelders Tod; ein kritischer Beitrag zur Geschichte des Dreißigjährigen Krieges, Berlin 1878.